# Stazione di Castel d'Ario
La stazione di Castel d'Ario è una stazione ferroviaria posta sulla linea Mantova-Monselice. Serve il centro abitato di Castel d'Ario.